# Pavel Brendl
Pavel Brendl, född 23 mars 1981 i Opočno, Tjeckoslovakien, är en tjeckisk professionell ishockeyspelare som spelar för HK 36 Skalica i Extraliga.

## Karriär
Pavel Brendl spelade juniorishockey för Calgary Hitmen i den kanadensiska ligan WHL, där han skördade stora framgångar och noterades för sammanlagt 320 poäng på 178 spelade matcher. Hans framgångar som junior gjorde att ett flertal NHL-klubbar fick upp ögonen för honom. Brendl valdes som 4:e spelare totalt i NHL-draften 1999 av New York Rangers, direkt efter Daniel och Henrik Sedin.
Brendl har spelat för NHL-klubbarna Philadelphia Flyers, Carolina Hurricanes och Phoenix Coyotes samt för ett flertal AHL-klubbar.
Inför säsongen 2006–07 valde Brendl spel i det svenska elitserielaget Mora IK. Brendl gjorde 34 mål och 23 assist för totalt 57 poäng och fick motta priset Håkan Loob Trophy som ligans målkung. Han gjorde också näst flest poäng i Elitserien det året efter Fredrik Bremberg. Säsongen därpå värvade Brynäs IF Brendl. I Brynäs svarade han för sammanlagt 31 mål och 24 assist för totalt 55 poäng på 54 spelade matcher, vilket gav honom en tredjeplats i Elitseriens totala poängliga. Brendl har på sina 108 elitseriematcher noterats för sammanlagt 112 poäng.
I juni 2008 skrev Brendl på för det ryska KHL-laget Torpedo Nizjnij Novgorod där han under sin debutsäsong gjorde 35 mål och delade segern i KHL:s skytteliga med landsmannen Jan Marek.

## Klubbar
| Klubb                    | Hockeyliga     | Tidsperiod | Ref   |
| ------------------------ | -------------- | ---------- | ----- |
| HC Olomouc               | -              | 1997–1998  | [ 1 ] |
| Calgary Hitmen           | WHL            | 1998–2000  | [ 1 ] |
| Hartford Wolf Pack       | AHL            | 2000–2001  | [ 1 ] |
| Philadelphia Phantoms    | AHL            | 2001–2002  | [ 1 ] |
| Philadelphia Flyers      | NHL            | 2001–2003  | [ 1 ] |
| Carolina Hurricanes      | NHL            | 2002–2004  | [ 1 ] |
| Lowell Lock Monsters     | AHL            | 2003–2004  | [ 1 ] |
| HC Oceláři Třinec        | Extraliga      | 2004       | [ 1 ] |
| Jokipojat                | Mestis         | 2004–2005  | [ 1 ] |
| Thurgau                  | Nationalliga B | 2004–2005  | [ 1 ] |
| HC Olomouc               | -              | 2005       | [ 1 ] |
| Lowell Lock Monsters     | AHL            | 2005–2006  | [ 1 ] |
| San Antonio Rampage      | AHL            | 2005–2006  | [ 1 ] |
| Phoenix Coyotes          | NHL            | 2005–2006  | [ 1 ] |
| Mora IK                  | SEL            | 2006–2007  | [ 1 ] |
| Brynäs IF                | SEL            | 2007–2008  | [ 1 ] |
| Torpedo Nizjnij Novgorod | KHL            | 2008–2010  | [ 1 ] |
| KalPa                    | FM-ligan       | 2010       | [ 1 ] |
| Neftechimik Nizjnekamsk  | KHL            | 2010–2011  | [ 1 ] |
| HC Pardubice             | Extraliga      | 2011       | [ 1 ] |
| Rapperswil-Jona Lakers   | Nationalliga A | 2011–2012  | [ 1 ] |
| HC Pardubice             | Extraliga      | 2012–2013  | [ 1 ] |
| HC Kometa Brno           | Extraliga      | 2013       | [ 1 ] |
| EHC Lausitzer Füchse     | DEL2           | 2013–2014  | [ 1 ] |
| HK 36 Skalica            | Extraliga      | 2014–      | [ 1 ] |